# Ponte Ferroviária de Abrantes
A Ponte Ferroviária de Abrantes é uma ponte metálica sobre o Rio Tejo, que transporta a Linha da Beira Baixa, em Portugal.

## Descrição
Consiste numa estrutura metálica, que cruza o Rio Tejo. Na altura da sua inauguração, era a primeira obra de arte na Linha da Beira Baixa a partir de Abrantes, e tinha um comprimento de 442 m, dividido em sete tramos, dos quais os dois extremos tinham 48 m. Também contava com dois encontros em alvenaria, nas margens do Rio Tejo.

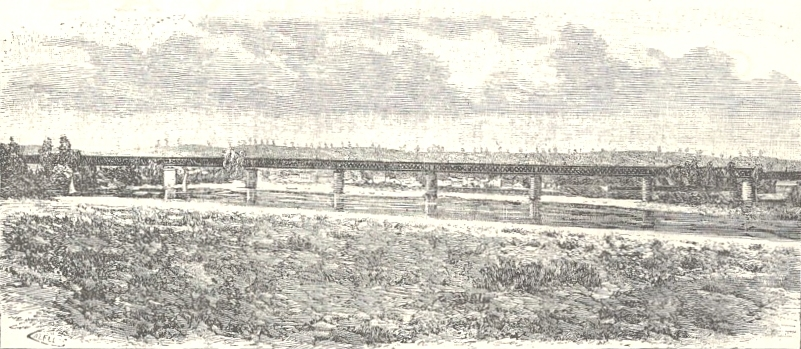
Gravura da Ponte de Abrantes nos primeiros anos.

## História
O contrato para a construção desta ponte foi assinado em 15 de Outubro de 1887, com a Sociedade Braine-le-Comte, uma empresa belga que já tinha feito várias obras nos caminhos de ferro portugueses, nomeadamente nas Linhas da Beira Alta, Dão e do Douro.
A construção demorou cerca de catorze meses, tendo sido oficialmente concluída em 11 de Maio de 1889. No entanto, o lanço no qual se situa, entre as estações de Abrantes a Covilhã, só entrou ao serviço em 6 de Setembro de 1891, pela Companhia Real dos Caminhos de Ferro Portugueses. Durante a construção, os pilares foram fundados através do uso de ar comprimido.
A ponte foi objeto de uma intervenção de reforço em 1988, de modo a permitir a introdução de eletrificação na via.[carece de fontes?]
Em 2021, a Infraestruturas de Portugal previa um investimento de 2,8 milhões de euros no reforço e proteção das fundações da ponte. A empreitada, que tinha como objetivo a melhoria das condições estruturais da estrutura, iria envolver, entre outros, trabalhos ao nível da reabilitação dos aparelhos de apoio, reparação das alvenarias e cantarias dos pilares e encontros, proteção dos pilares (do P2 a P6), e execução de prismas de enrocamento de proteção contra a erosão, em torno de todos os pilares.